# Makwan Amirkhani
Makwan Amirkhani (Ramadi, 8 de novembro de 1988) é um lutador finlando-curdo de artes marciais mistas, atualmente ele compete no peso-pena do Ultimate Fighting Championship.

## Carreira no MMA

### Começo da carreira
Amirkhani começou a praticar wrestling forçado pelos irmãos. Por não ter adversários no seu tamanho na modalidade, ele resolveu migrar para o MMA aos 16 anos, mesmo sem muitos adversários Amirkhani fez cerca de 800 lutas de wrestling.
Sua estréia profissional foi em 23 de Outubro de 2010 no TF 2 - Champions are Here contra Tadas Aleksonis e ele venceu por finalização no primeiro round. Ele conseguiu ainda construir um cartel de 10 vitórias e 2 derrotas lutando em eventos nacionais da Finlândia antes de assinar com o UFC.

### Ultimate Fighting Championship
Amirkhani estreou no UFC contra o ex-membro do TUF 15 Andy Ogle em 24 de Janeiro de 2015 no UFC on Fox: Gustafsson vs. Johnson. De uma maneira surpreendente, Amirkhani partiu pra cima do adversário no primeiro segundo de luta, acertando uma joelhada voadora e um uppercut que levaram o adversário à lona, então ele continuou aplicando socos até que o árbitro interrompesse aos 8 segundos de luta. Além de conseguir o quinto nocaute mais rápido da história do UFC, Amirkhani também faturou US$50.000 do bônus de Performance da Noite.
Amirkhani era esperado para enfrentar o chileno Diego Rivas em 20 de Junho de 2015 no UFC Fight Night: Jędrzejczyk vs. Penne. No entanto, dias após o anúncio, Rivas se retirou do evento por motivos desconhecidos e foi substituído pelo mexicano Masio Fullen. Amirkhani venceu a luta por finalização com um mata leão ainda no começo da luta.
Amirkhani encarou Mike Wilkinson em 27 de Fevereiro de 2016, no UFC Fight Night: Silva vs. Bisping. Ele venceu por decisão unânime.
Amirkhani enfrentou Arnold Allen no dia 18 de Março de 2017, no UFC Fight Night: Manuwa vs. Anderson. Ele perdeu por decisão dividida.

## Títulos

### Wrestling
- Federação Finlandesa de Wrestling
  - Campeão Nacional de Wrestling

### Artes marciais mistas
- Ultimate Fighting Championship
  - Performance da Noite (Duas vezes)
  - 5° nocaute mais rápido do UFC

## Cartel no MMA
| Cartel no MMA   |             |            |
| 25 lutas        | 17 vitórias | 8 derrotas |
| Por nocaute     | 1           | 3          |
| Por finalização | 12          | 1          |
| Por decisão     | 4           | 4          |

| Res.    | Cartel | Oponente          | Método                                         | Evento                                 | Data       | Round | Tempo | Local             | Notas                                 |
| ------- | ------ | ----------------- | ---------------------------------------------- | -------------------------------------- | ---------- | ----- | ----- | ----------------- | ------------------------------------- |
| Derrota | 17-9   | Jack Shore        | Finalização (mata leão)                        | UFC 286: Edwards vs. Usman 3           | 18/03/2023 | 2     | 4:27  | Londres           |                                       |
| Derrota | 17-8   | Jonathan Pearce   | Nocaute Técnico (socos)                        | UFC Fight Night: Blaydes vs. Aspinall  | 23/07/2022 | 2     | 4:10  | Londres           |                                       |
| Vitória | 17-7   | Mike Grundy       | Finalização Técnica (estrangulamento anaconda) | UFC Fight Night: Volkov vs. Aspinall   | 19/03/2022 | 1     | 0:57  | Londres           | Performance da Noite.                 |
| Derrota | 16-7   | Lerone Murphy     | Nocaute (joelhada)                             | UFC 267: Blachowicz vs. Teixeira       | 30/10/2021 | 2     | 0:14  | Abu Dhabi         |                                       |
| Derrota | 16-6   | Kamuela Kirk      | Decisão (unânime)                              | UFC Fight Night: Rozenstruik vs. Sakai | 05/06/2021 | 3     | 5:00  | Las Vegas, Nevada |                                       |
| Derrota | 16-5   | Edson Barboza     | Decisão (unânime)                              | UFC Fight Night: Moraes vs. Sandhagen  | 10/10/2020 | 3     | 5:00  | Abu Dhabi         |                                       |
| Vitória | 16-4   | Danny Henry       | Finalização Técnica (estrangulamento anaconda) | UFC 251: Usman vs. Masvidal            | 11/07/2020 | 1     | 3:15  | Abu Dhabi         |                                       |
| Derrota | 15-4   | Shane Burgos      | Nocaute Técnico (socos)                        | UFC 244: Masvidal vs. Diaz             | 02/11/2019 | 3     | 4:32  | Las Vegas, Nevada |                                       |
| Vitória | 15-3   | Chris Fishgold    | Finalização (triângulo de mão)                 | UFC Fight Night: Gustafsson vs. Smith  | 01/06/2019 | 2     | 4:25  | Estocolmo         | Performance da noite.                 |
| Vitória | 14-3   | Jason Knight      | Decisão (dividida)                             | UFC Fight Night: Thompson vs. Till     | 27/05/2018 | 3     | 5:00  | Liverpool         |                                       |
| Derrota | 13-3   | Arnold Allen      | Decisão (dividida)                             | UFC Fight Night: Manuwa vs. Anderson   | 18/03/2017 | 3     | 5:00  | Londres           |                                       |
| Vitória | 13-2   | Mike Wilkinsson   | Decisão (unânime)                              | UFC Fight Night: Silva vs. Bisping     | 27/02/2016 | 3     | 5:00  | Londres           | Performance da Noite.                 |
| Vitória | 12-2   | Masio Fullen      | Finalização (mata leão)                        | UFC Fight Night: Jędrzejczyk vs. Penne | 20/06/2015 | 1     | 1:41  | Berlim            |                                       |
| Vitória | 11-2   | Andy Ogle         | Nocaute Técnico (joelhada voadora e socos)     | UFC on Fox: Gustafsson vs. Johnson     | 24/01/2015 | 1     | 0:08  | Estocolmo         | Estreia no UFC; Performance da Noite. |
| Vitória | 10-2   | Yohan Guerin      | Decisão (unânime)                              | Cage 26                                | 05/04/2014 | 3     | 5:00  | Turku             |                                       |
| Derrota | 9-2    | Adam Ward         | Decisão (unânime)                              | Cage 24 - Turku 3                      | 09/11/2013 | 3     | 5:00  | Turku             |                                       |
| Vitória | 9-1    | Nayeb Hezam       | Finalização (estrangulamento brabo)            | Fight for Glory - First Round          | 06/04/2013 | 1     | 3:58  | Turku             |                                       |
| Vitória | 8-1    | Tom Duquesnoy     | Finalização (estrangulamento brabo)            | Cage 21 - Turku 2                      | 02/02/2013 | 1     | N/A   | Turku             |                                       |
| Vitória | 7-1    | Semen Tyrlya      | Finalização (mata leão)                        | StandUpWar 3                           | 27/10/2012 | 1     | 3:03  | Tampere           |                                       |
| Vitória | 6-1    | Johannes Isaksson | Finalização (chave de calcanhar)               | Botnia Punishment 12                   | 14/09/2012 | 1     | 1:50  | Seinäjoki         |                                       |
| Vitória | 5-1    | Kari Paivinen     | Finalização (guilhotina)                       | Lappeenranta Fight Night 7             | 14/04/2012 | 1     | 2:23  | Lappeenranta      |                                       |
| Vitória | 4-1    | Aleksejs Povulans | Decisão (unânime)                              | Cage 18 - Turku                        | 03/03/2012 | 2     | 5:00  | Turku             |                                       |
| Vitória | 3-1    | Lauri Vaatainen   | Finalização (chave de calcanhar)               | Cage 16 - 1st Defense                  | 08/10/2011 | 1     | 0:50  | Espoo             |                                       |
| Derrota | 2-1    | Viktor Tomasević  | Finalização (triângulo)                        | Karkkila Fight Night 1                 | 18/06/2011 | 1     | 2:45  | Karkkila          |                                       |
| Vitória | 2-0    | Markus Rytohonka  | Finalização (triângulo)                        | Turku Sport & Extreme Expo             | 09/04/2011 | 1     | N/A   | Turku             |                                       |
| Vitória | 1-0    | Tadas Aleksonis   | Finalização (mata-leão)                        | TF 2 - Champions are Here              | 23/10/2010 | 1     | 1:21  | Turku             |                                       |